# Sân vận động Thượng Hải
Sân vận động Thượng Hải (giản thể: 上海体育场; phồn thể: 上海體育場; bính âm: Shànghǎi Tǐyùchǎng) là một sân vận động đa năng tại Thượng Hải, Trung Quốc. Từ năm 2009 đến 2019, sân vận động đã tổ chức các trận đấu trên sân nhà của đội Giải bóng đá ngoại hạng Trung Quốc Thượng Hải SIPG.

## Lịch sử
Sân vận động mở cửa vào ngày 14 tháng 3 năm 1999 khi Đại hội Thể thao Quốc gia Trung Quốc lần thứ 8 được tổ chức tại Thượng Hải. Sân được sử dụng cho vòng sơ loại môn bóng đá tại Thế vận hội Mùa hè 2008. Sân vận động Thượng Hải cũng là nơi tổ chức lễ khai mạc Thế vận hội Đặc biệt Thế vận hội Mùa hè 2007. Sân vận động đã tổ chức trận Siêu cúp bóng đá Ý 2015 giữa Juventus và Lazio vào ngày 8 tháng 8 năm 2015.

## Tên gọi
Sân vận động Thượng Hải nằm gần Sân vận động trong nhà Thượng Hải. Vì tên của hai công trình chỉ khác nhau một từ trong cả tiếng Trung và tiếng Anh, nên nhiều người đã nhầm lẫn giữa hai công trình. Điều này càng trở nên tồi tệ hơn khi tuyến tàu điện ngầm số 4 ở Thượng Hải khai trương, nơi hai công trình nằm tại các điểm dừng liền kề.

## Vị trí
Khách sạn Đông Á Regal Thượng Hải nằm trong sân vận động.